# Throw the Warped Wheel Out
Throw the Warped Wheel Out è il primo album in studio del gruppo musicale britannico Fiction Factory, pubblicato nel 1984.

## Tracce
1. (Feels Like) Heaven – 3:32
2. Heart and Mind – 3:07
3. Panic – 4:22
4. The Hanging Gardens – 4:35
5. All or Nothing – 3:48
6. Hit the Mark – 4:18
7. Ghost of Love – 3:36
8. Tales of Tears – 3:38
9. The First Step – 4:56
10. The Warped Wheel – 4:18